# Assent
Assent is een dorp in de Belgische provincie Vlaams-Brabant en een deelgemeente van de gemeente Bekkevoort. Het was een zelfstandige gemeente van 1922, toen het werd afgesplitst van de gemeente Kaggevinne-Assent, tot het bij de fusie van 1977 toegevoegd werd aan de gemeente Bekkevoort.

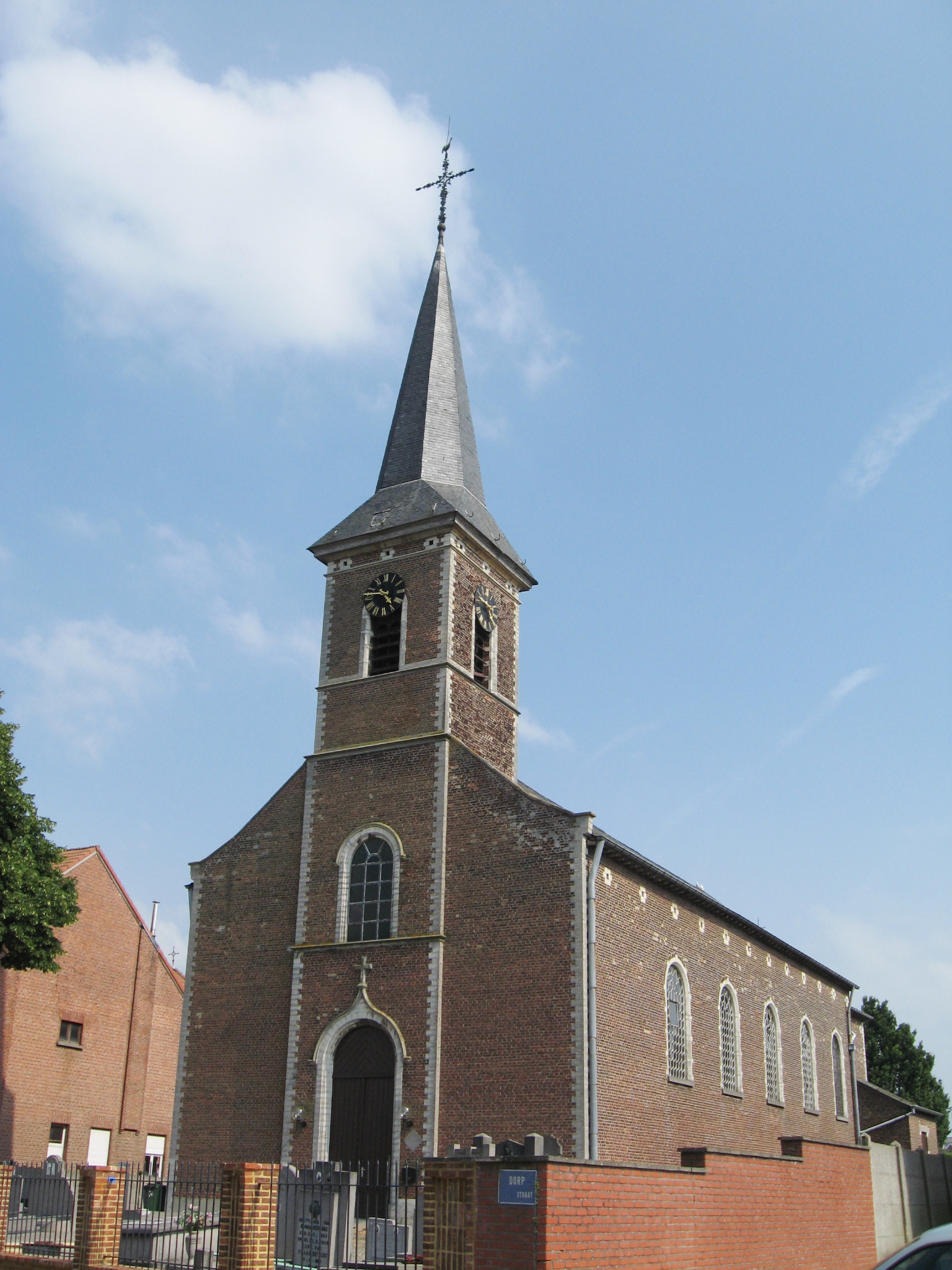
Onze-Lieve-Vrouwekerk

## Geschiedenis
Waaruit de naam Assent zou ontstaan zijn is niet voldoende gekend. Carnoy verklaart de naam als: oogstland. Lindemans aanziet de vorm Asnôth als synoniem van bath: bad. De naam Hasnoch werd vermeld in een akte van 837. Een edelman, Hotbert genaamd, schonk aan de abdij van Sint-Truiden zijn bezittingen te "Hasnoch super fluvio MERBATO in pago Hasbaniensi sive Diostiensi". Met de rivier of beek Merbato is zeer waarschijnlijk de Meerbeek bedoeld.
In 837 werd dit gebied geschonken aan de Abdij van Sint-Truiden en vormde de westgrens van het abdijgebied. Omstreeks 1115 werd Assent verwoest door de troepen van de heer van Bekkevoort. Enkel een deel van Assent, Assent-Centrum, met tevens de gehuchten Struik en Rijnrode, vormden de Heerlijkheid Webbekom die afhankelijk bleef van de abdij. De heer van Diest verkreeg Schaffen, Kaggevinne en Molenstede welke als Heerlijkheid Kaggevinne afhankelijk waren van de heren van Diest.
In 1825 werd de gemeente Assent-Centrum bij de gemeente Kaggevinne gevoegd en ontstond de gemeente Kaggevinne-Assent. In 1922 werd deze gemeente gesplitst en werd ook Assent zelfstandig. In 1977 werd Assent een deelgemeente van de fusiegemeente Bekkevoort.

## Geografie
Assent heeft een oppervlakte van 953 ha. 18 ha is bebouwd, 80 ha bos, 4 ha braakgrond en 825 ha land en weiden.
De waterlopen door Assent zijn de Begijnebeek (vroeger Koeibeek), de Meerbeeksebeek en de Rijnrodebeek. De gemeente bevat, buiten het centrum, de gehuchten Meerbeek, Struik en Rijnrode.

## Bezienswaardigheden

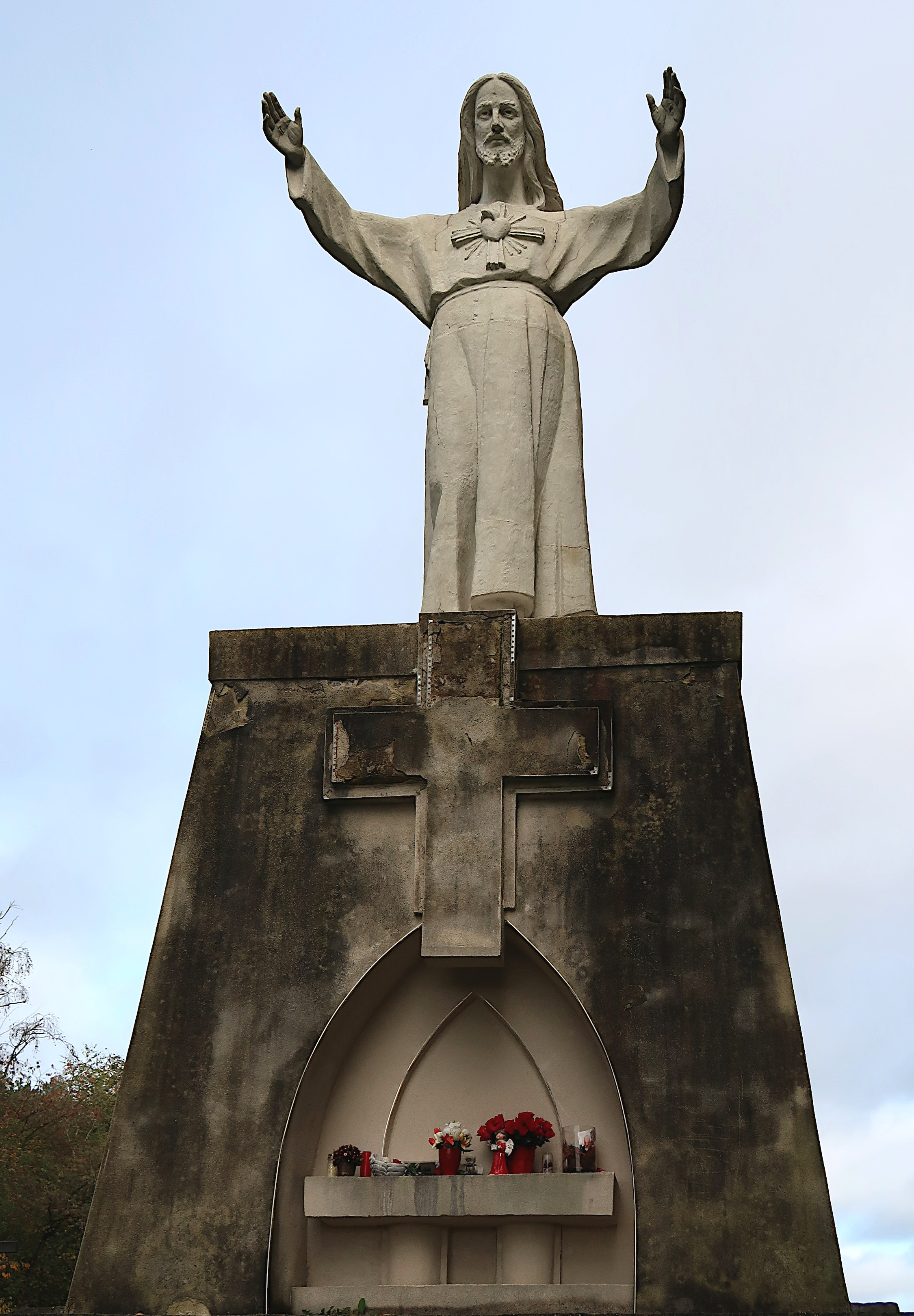
H.Hartbeeld op de Luienberg

- De Onze-Lieve-Vrouwekerk. De eerste kerk werd in gebruik genomen in 1844. Zij werd opgetrokken in baksteen van de streek, ter plaatse gemaakt. De kerk bevat een hoogaltaar in geschilderd hout dagtekenend uit de 17de eeuw. Boven het altaar hangt een doek van een onbekend meester, verbeeldend Maria's Hemelvaart met op het voorplan een kloosterzuster in gebed; aan haar voet liggen drie kronen. Het hoofdstuk van het altaar ontbreekt, daar het bij gebrek aan ruimte niet kon geplaatst worden. Dit altaar zou afkomstig zijn van het Begijnhof te Leuven. Verder bevat de kerk nog een schilderij, eveneens van een ongekende meester, de H. Petrus voorstellend, een 18de-eeuws beeld van Sint-Bernardus, een 18de-eeuwse kelk in verguld zilver en zes geelkoperen kandelaars van omstreeks 1700.
- Bij het Prinsenbos, op de Luienberg, op een hoogte van 71 meter, bevindt zich een Heilig Hartbeeld in cementbeton. Het is 4 meter hoog en geplaatst op een voetstuk van 4 meter. Het werd opgericht in oktober 1946.Het staat op een heuvelrug. Het beeld werd opgericht na de Tweede Wereldoorlog omdat de dorpskern gespaard bleef en de bommen uitsluitend op de velden vielen.
- Op de Mierenberg vindt men de oude kapel van Onze-Lieve-Vrouw van Gedurige Bijstand.
- De Mierenbergmolen is een standerdmolen, die sinds 1944 beschermd is. Deze molen dateert uit 1742 en werd gebouwd te Schaffen. Hij werd daar in 1887 afgebroken en naar Assent overgebracht. De molen is nog in goede staat en heeft nog gewerkt tot einde 1951, maar is nu niet langer actief. In 1959 werd hij verplaatst naar Diest en is daar bekend is als Lindenmolen.

## Natuur en landschap
Assent ligt in het Hageland op een hoogte van 32 meter. Er zijn enkele getuigenheuvels zoals de Mierenberg (73 meter), de Hermansheuvel (78 meter) en de Luienberg (70 meter). Een belangrijk natuurgebied is Papenbroek.

## Demografische ontwikkeling
Bij de scheiding telde de gemeente 1462 ingeschrevenen. Sindsdien is de bevolking weinig toegenomen en schommelt reeds verscheidene jaren van 1490 tot 1520 inwoners. De bevolking bestaat meestal uit kleine landbouwers en dagloners.
- Bronnen:NIS, Opm:1831 tot en met 1970=volkstellingen; 1976 = inwonersaantal op 31 december

## Bestuur
Assent werd als zelfstandige gemeente opgericht bij Koninklijk Besluit van 1 maart 1922 door afscheiding van het gehucht Kaggevinne (splitsing van Kaggevinne-Assent).
Ludovicus Reniers was anno 1952 burgemeester (op 8 april 1952 benoemd tot ridder in de Orde van Leopold II). Anno 1965 was F. Vanhove burgemeester.
Bij de fusie van 1977 werd de gemeente opgeheven en toegevoegd aan de gemeente Bekkevoort.

## Verkeer en vervoer
Het dorp ligt ten oosten van de N2, de weg van Diest naar Leuven die er een aansluiting heeft met de autosnelweg A2/E314.

## Sport
In het dorp speelde tussen 1974 en 1988 voetbalclub FC Assent, die vanuit de laagste provinciale reeksen opklom tot in Tweede Klasse.

## Overige
Onze-Lieve-Vrouw is de patroonheilige van Assent.

## Nabijgelegen kernen
Diest, Kaggevinne, Waanrode, Bekkevoort